# Cementiri militar polonès de Monte Cassino
El cementiri militar polonès de Monte Cassino hi ha les sepultures de 1.072 polonesos que van morir assaltant l'abadia benedictina bombardejada a la muntanya el maig de 1944, durant la batalla de Monte Cassino. El cementiri és mantingut pel Consell per a la protecció dels llocs commemoratius de lluita i martiri.
Les afiliacions religioses dels difunts s'indiquen en tres tipus de làpides: creus cristianes per a les làpides catòliques i ortodoxes orientals i jueves que porten l'estrella de David.
El cementiri també guarda la tomba del general Władysław Anders, que havia comandat les forces poloneses que van capturar Monte Cassino. Anders va morir a Londres el 1970 i les seves cendres van ser enterrades al cementiri.
El cementiri es pot veure clarament des de l'abadia, que es troba a pocs centenars de metres.
El cementiri és el més proper de tots els cementiris aliats, que simbolitza la importància dels combatents polonesos durant la batalla. Són els polonesos els qui s'han atribuït l'alliberament de l'abadia de les potències de l'Eix. Com a tals, els seus morts de guerra van ser honrats en ser enterrats tan a prop de l'estructura per la qual van morir alliberadors.

## Galeria

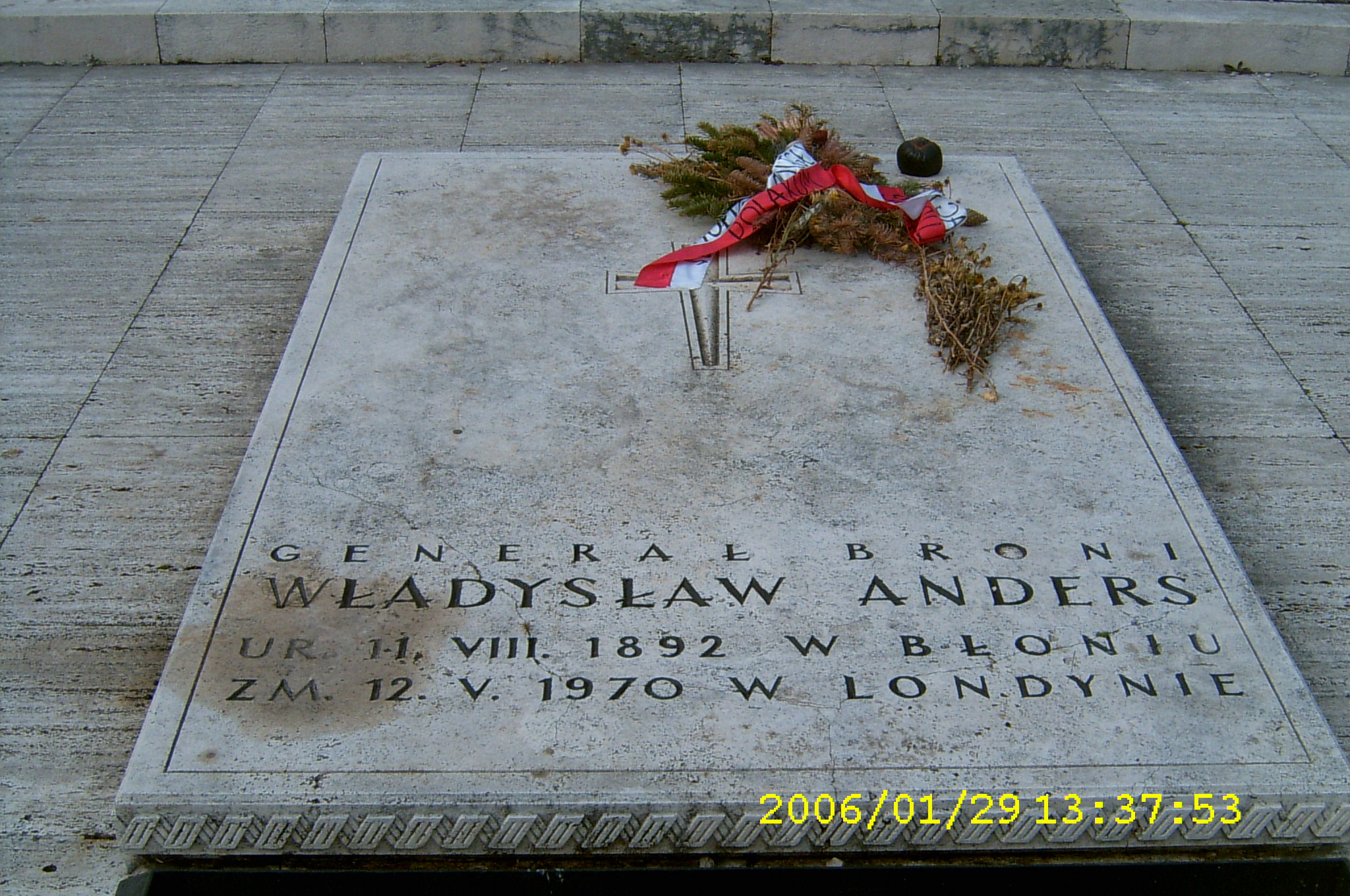
Làpida del tinent general General Władysław Anders
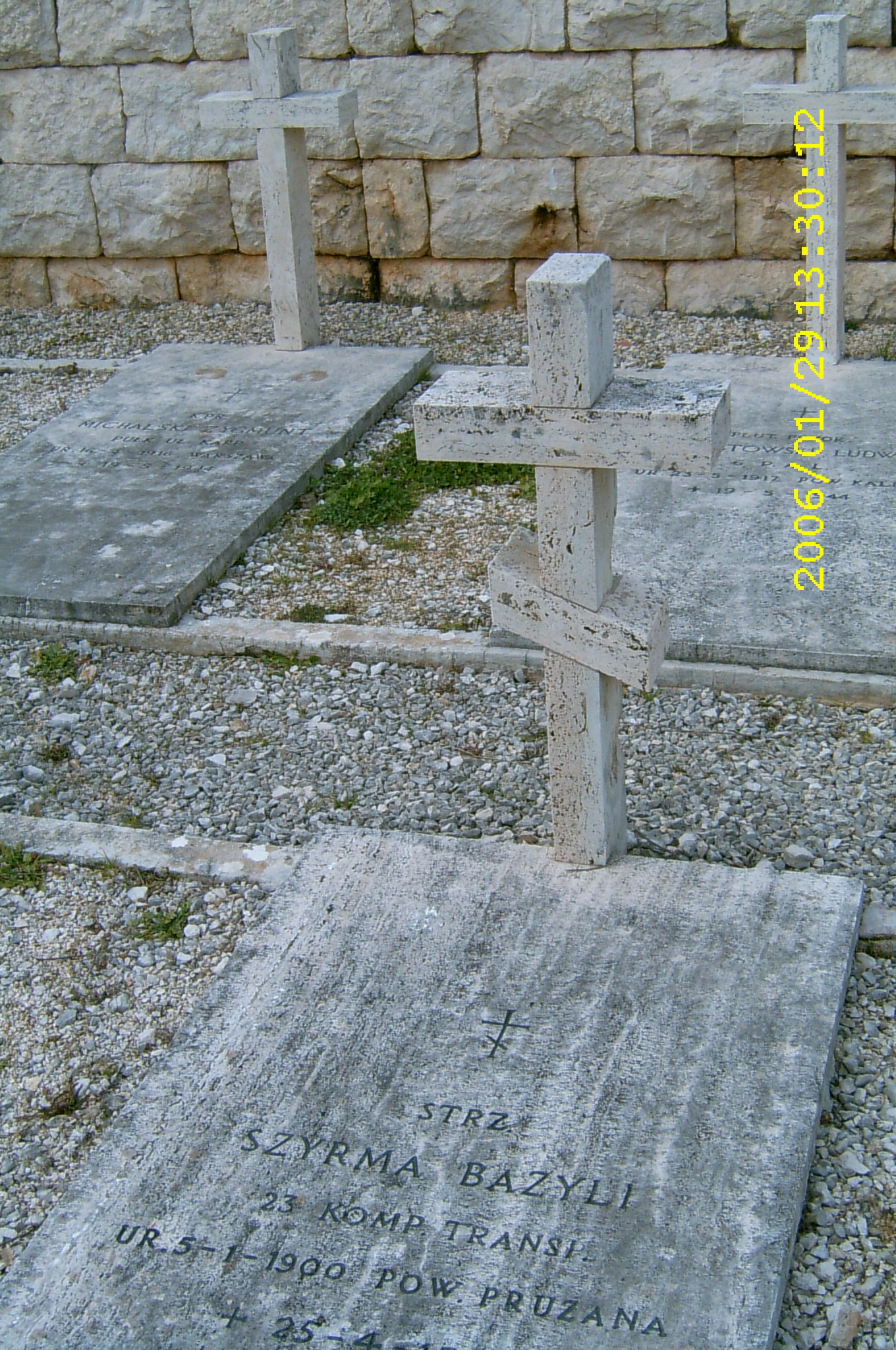
Làpides ortodoxes i critianes
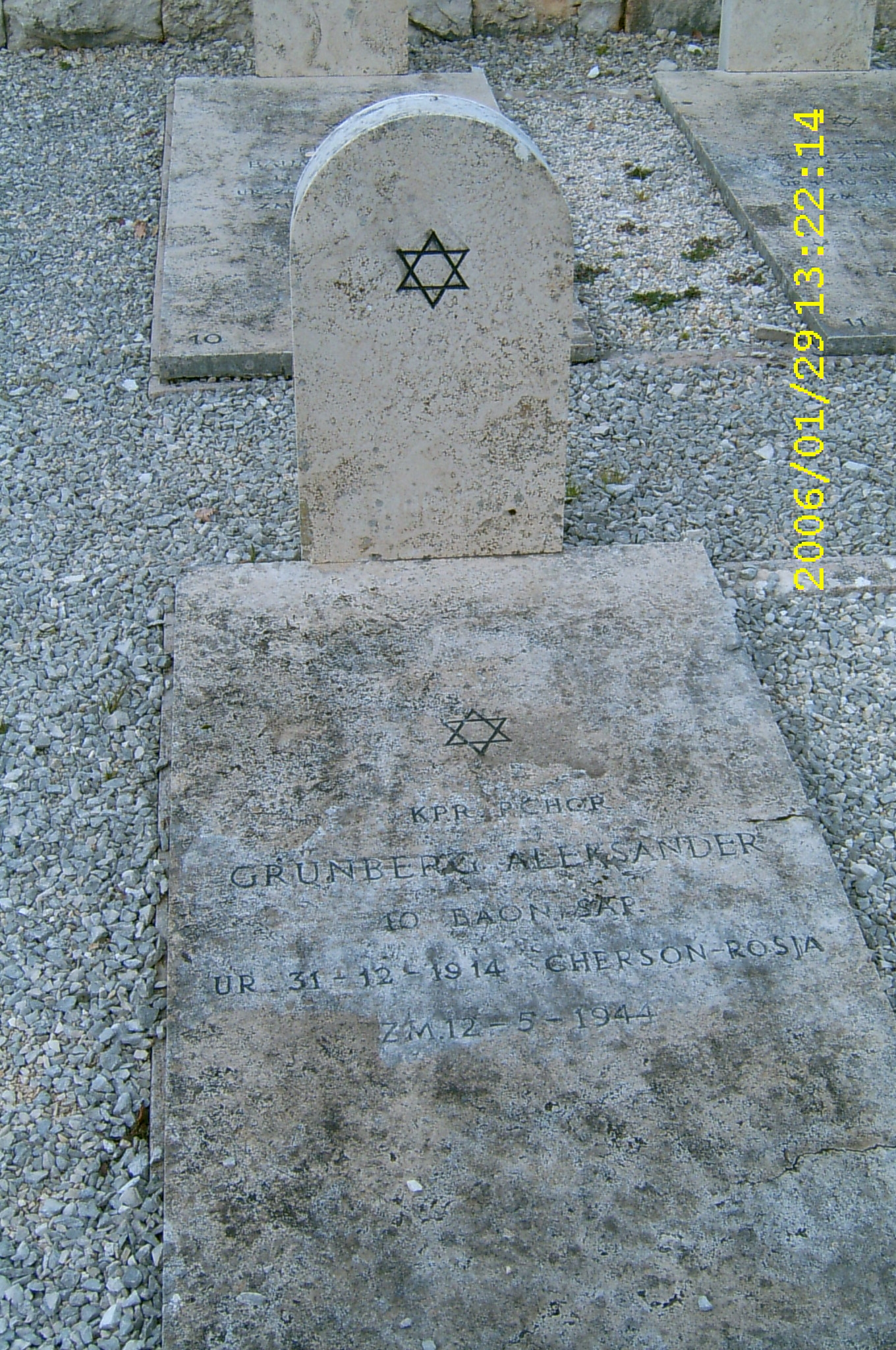
Làpida jueva
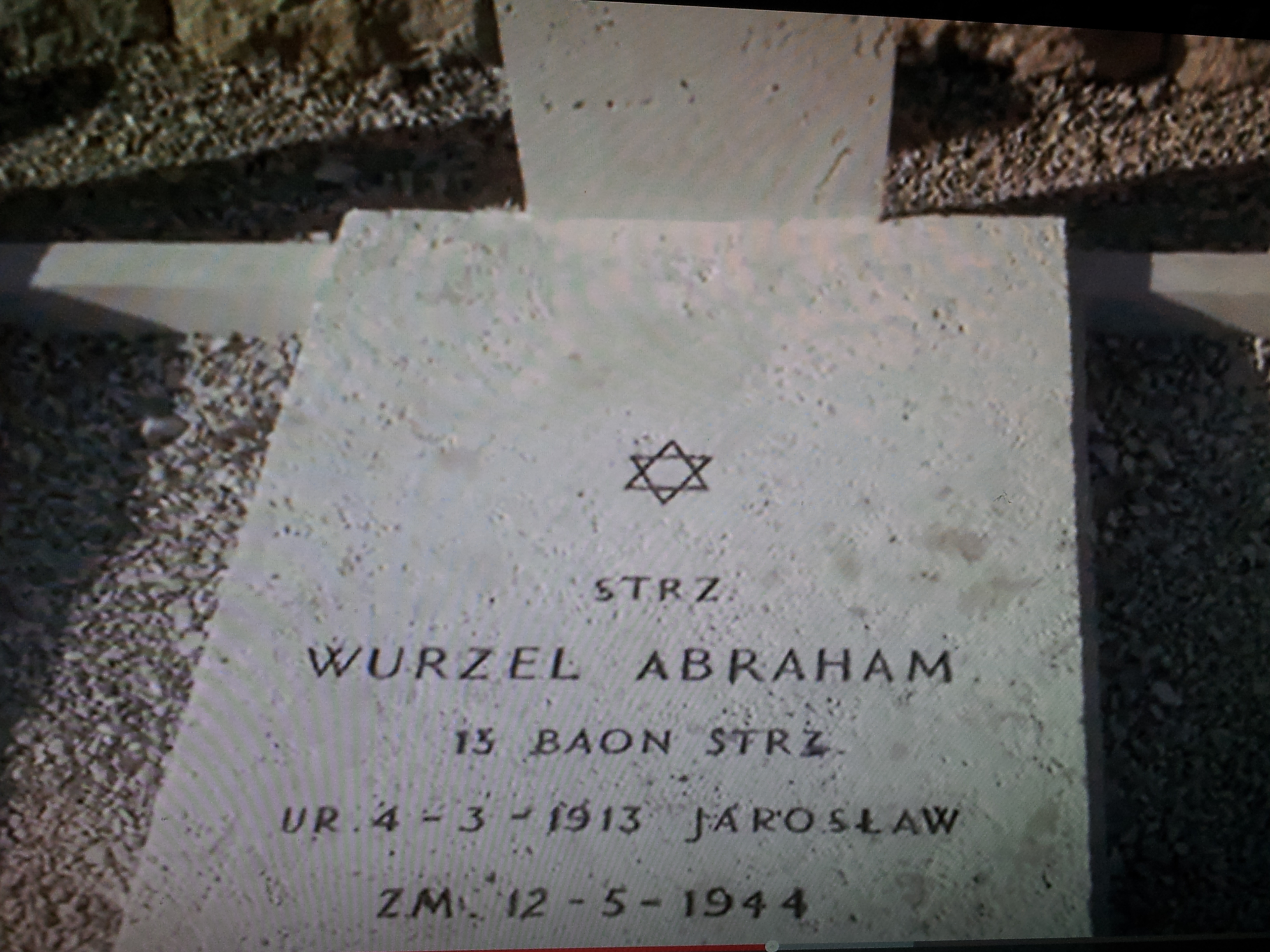
La làpida del soldat jueu de l'exèrcit d'Anders, Abraham Wurzel
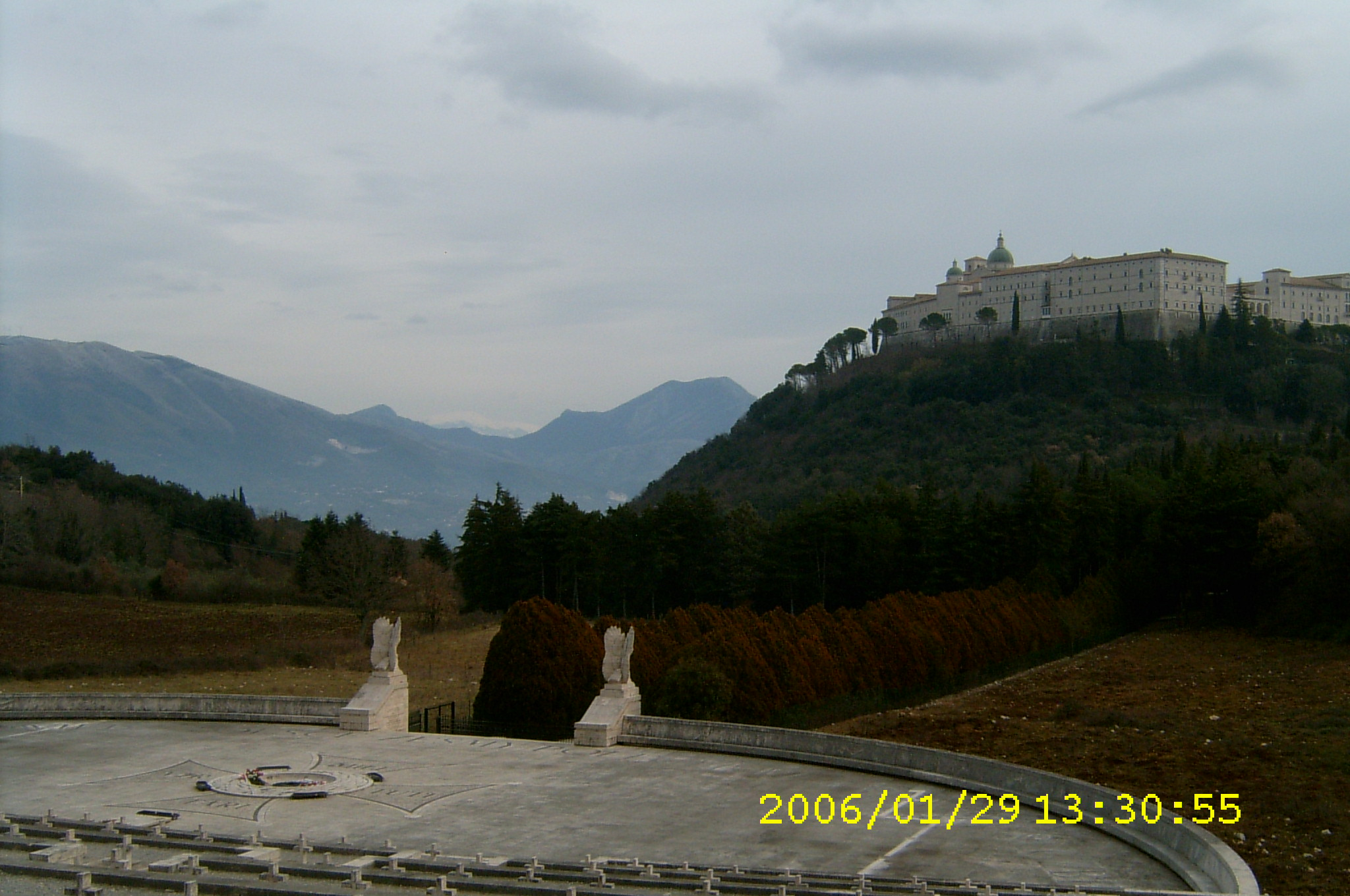
Vista del monestir de Monte Cassino des del cementiri polonès
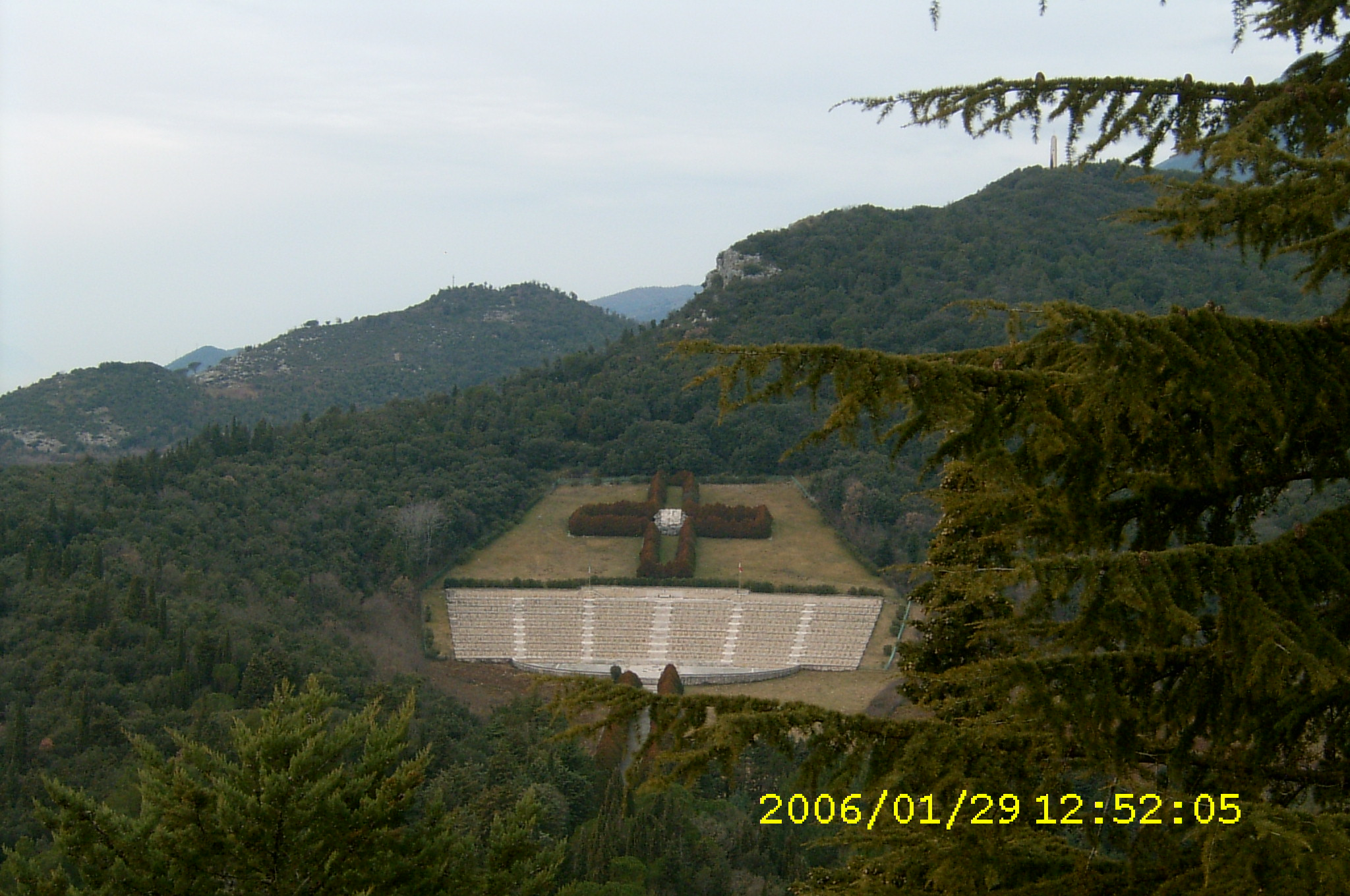
Cementiri polonès vist des del monestir de Monte Cassino
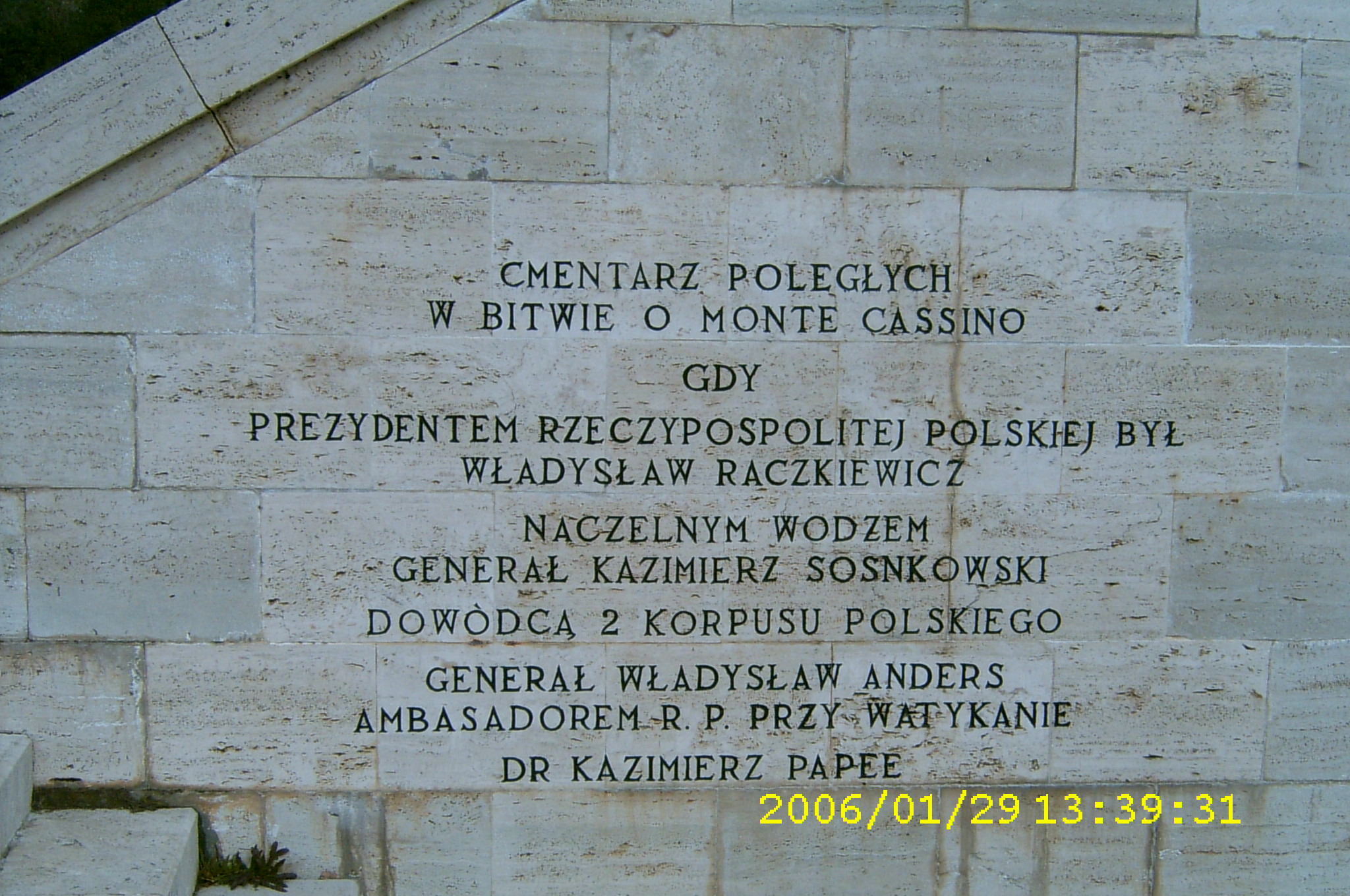
Placa al cementiri